# Sturgeon House
Koordinaten: 42° 1′ 43″ N, 80° 15′ 14″ W

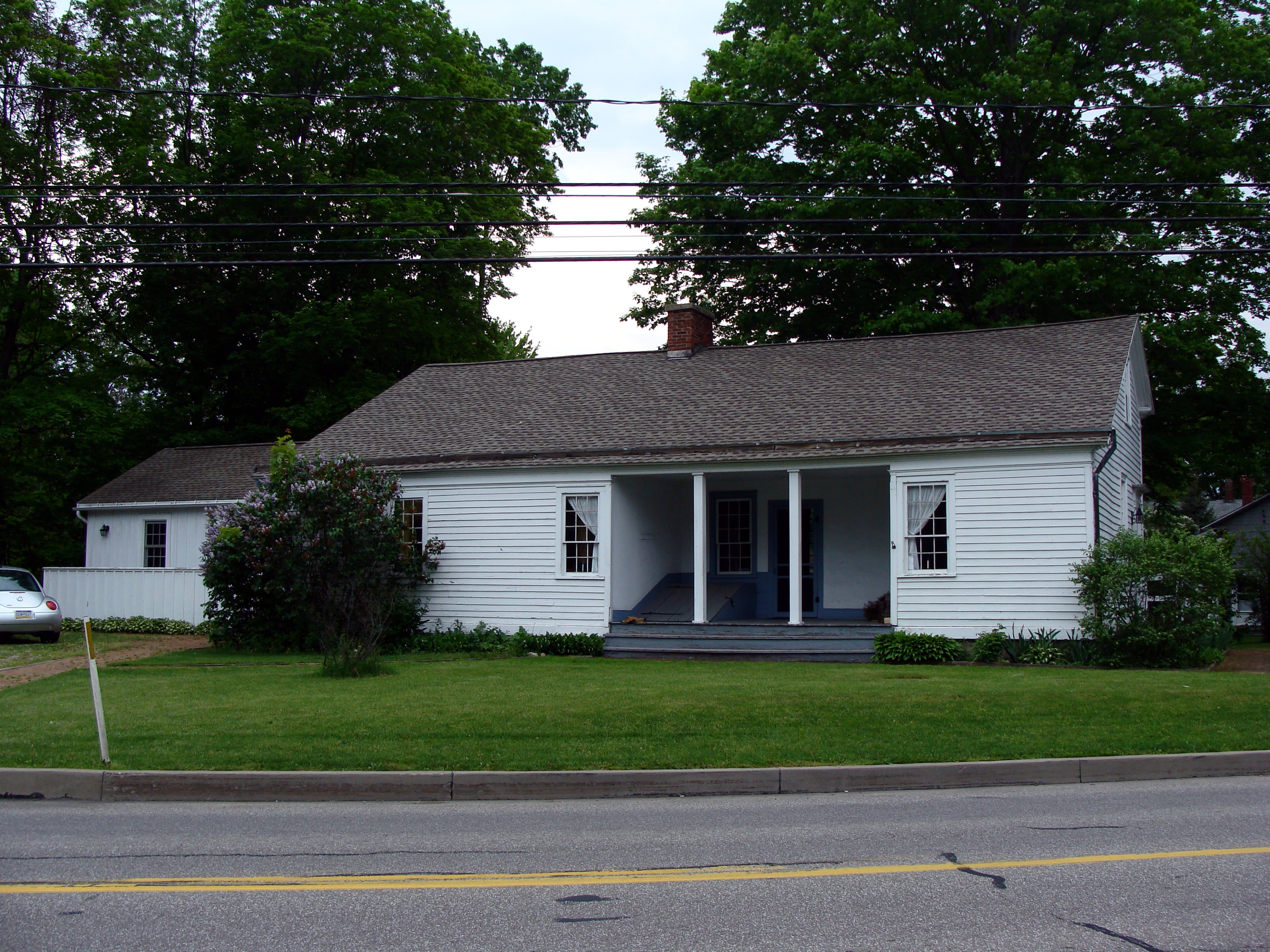
Sturgeon House

Das Sturgeon House ist eine Saltbox, die um 1838 in Fairview, Erie County im US-Bundesstaat Pennsylvania erbaut wurde. Das Haus wurde 1980 in das National Register of Historic Places aufgenommen. Das Sturgeon House wird von der Fairview Area Historical Society als historisches Hausmuseum zugänglich gemacht.

## Design
Das Sturgeon House befindet sich an der Kreuzung von Water Street und Avonia Road (Pennsylvania Route 98). Das Haus ist ein seltenes Beispiel einer Saltbox im Nordwesten des Bundesstaates und auch für ein solches Haus mit einer zurückversetzten Veranda. Das Haus ist auf einer steinernen Gründung gebaut. Der Fundamentrahmen aus schwerem Bauholz hat Einkerbungen, um die ausgebuchteten Balken aufzunehmen. Das Dach des Hauses ist in einem Winkel von 30 Grad geneigt. Die vordere Tür wird von einem Gesims im Federal Style sowie entsprechenden Pilastern eingerahmt.

## Geschichte

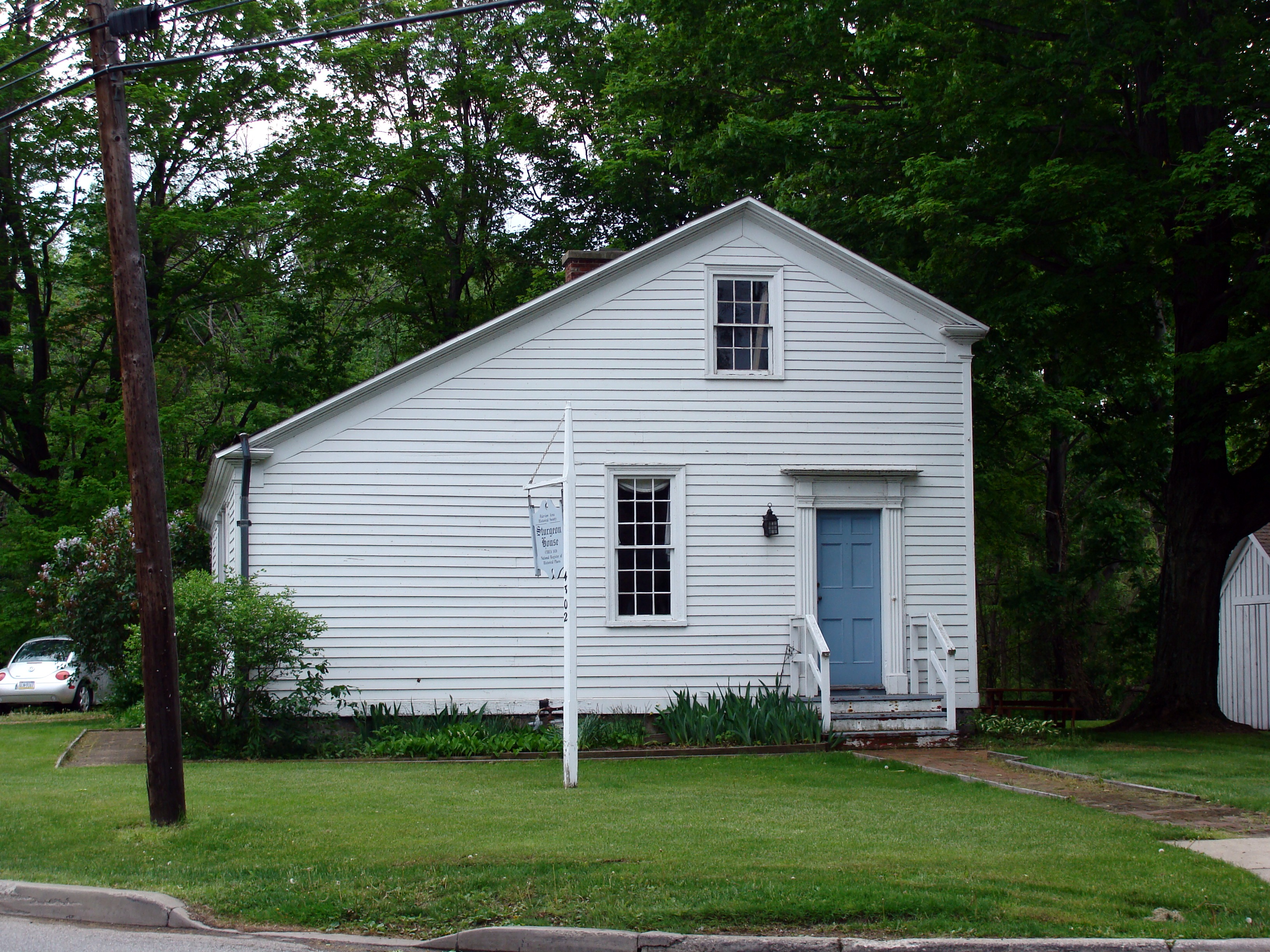
Die Vorderseite des Hauses weist die typische Form einer Saltbox auf.

Jeremiah und William Sturgeon waren die ersten Siedler in der heutigen Fairview Township. Sie kauften 1797 Land von der Pennsylvania Population Company. Die beiden Sturgeons betrieben Postkutschenstationen und Gasthäuser für die Reisenden in der Region, nachdem 1805 die erste Straße vom Eriesee nach Cleveland, Ohio frei von Bäumen geschlagen wurde. Sie gründeten die nach ihnen benannte Ortschaft Sturgeonville, die sich später zu Fairview entwickelte. Das Haus wurde um 1838 von Samuel C. Sturgeon erbaut und ist eines von mehreren Häusern, das diese Familie erbaute. Der südliche Anbau zu dem Haus entstand möglicherweise in den 1850er Jahren. Das Sturgeon House wurde 1979 von einem Nachkommen von Jeremiah Sturgeon an die Fairview Area Historical Society verkauft. Am 10. Dezember 1980 wurde es in das National Register of Historic Places aufgenommen.